# Amerikaanse regenwulp
De Amerikaanse regenwulp (Numenius hudsonicus) is een vogel uit de familie van de strandlopers en snippen (Scolopacidae). De soort werd lang als ondersoort van de (gewone) regenwulp opgevat.

## Kenmerken
De Amerikaanse regenwulp lijkt sterk op de regenwulp. Deze soort heeft bredere en langere vleugels en die zijn van onder bruin gekleurd. De nominaat is van onder meer roodbruin gekleurd dan de gewone regenwulp en heeft ook een roodbruin gekleurde stuit.

## Verspreiding
Er zijn twee ondersoorten:
- N. h. rufiventris: broedt in Alaska en noordwestelijk Canada. Deze ondersoort overwintert aan de westkust van de Verenigde Staten tot in Zuid-Amerika.
- N. h. hudsonicus: broedt aan de Hudsonbaai tot noordoostelijk Canada en overwintert aan de kusten van de Verenigde Staten, het Caraïbisch Gebied tot in het zuiden van Zuid-Amerika.[1]

## Status
De Amerikaanse regenwulp komt niet als aparte soort voor op de lijst van het IUCN, maar is daar een ondersoort van de regenwulp (N. phaeopus hudsonicus/rufiventris).